# 한국농어촌산업학회
한국농어촌산업학회는 사회일반의 공익에 공여하며 농어촌의 산업발전에 관한 학제간 연구 및 토론, 학회와 연구자간의 대화와 상호협력 및 다양한 영역의 관련 학회들과의 학문적 교류를 지향하는 단체로서 새로운 농어촌 산업발전에 기여함을 목적으로 2008년 9월 26일 설립된 대한민국 농림수산식품부 소관의 사단법인이다. 사무실은 경상남도 창원시 마산합포구 산호동 323-3, 가야빌딩 807호에 있다.

## 주요 사업
- 농어촌산업발전에 관한 학문적 분석과 실천에 관한 연구
- 정부·지방자치단체 및 기타 유관기관과의 업무 협조 및 교류 사업
- 농어촌산업발전에 관한 조사연구 및 자료 수집
- 학회지와 전문연구서 및 기타 간행물의 발간 및 배부
- 국내·외 관계기관과 학술 및 정보 등의 교류 사업
- 농어촌산업발전을 위한 산·학·연·관 활동
- 연구 장려 및 연구업적에 대한 심의 및 포상
- 기타 학회의 목적 달성에 필요한 사업